# AFK Kolín
Der AFK Kolín ist ein tschechischer Fußballklub aus der mittelböhmischen Stadt Kolín. Der 1900 gegründete Verein gehörte zwischen 1926 und 1936 zu den stärksten des Landes. 1929 und 1932 gewann der AFK die Amateurmeisterschaft, in den Spieljahren 1934/35 und 1935/36 nahm er an der Staatsliga teil.

## Vereinsgeschichte
Wie in vielen böhmischen Städten entdeckten auch in Kolín Gymnasialschüler um die Jahrhundertwende den Fußballsport. Im Jahr 1902 schlossen sich der FC Kolín, ein Fußballklub und der AC Kolín, ein Athletikklub zusammen und gründeten einen Verein namens Athleticko-Footballový Klub Kólin. In den Jahren 1906 bis 1908 wurde der AFK-Platz umzäunt und der Verein ordentliches Mitglied des Böhmischen Fußballverbandes ČSF.
Von 1908 bis 1914 nahm der Klub regelmäßig am so genannten Charity Cup teil, dem damals wichtigsten Wettbewerb Böhmens. Dabei erreichte die Mannschaft 1911 das Endspiel, unterlag dort jedoch Slavia Prag mit 1:4. 1912 wurde neben dem Charity Cup auch eine Meisterschaft des ČSF ausgespielt. Auch hier erreichte der AFK Kolín das Finale gegen Sparta Prag. Nach einem 1:1-Remis wurde ein Wiederholungsspiel angesetzt, das der AFK mit 0:4 verlor.
Nach dem Ersten Weltkrieg nahmen die Blau-Weißen 1920 an der Meisterschaft des mittelböhmischen Gaus teil. Sie gewannen die II. třída und stiegen in die 1. třída auf, die stärkste Spielklasse der Tschechoslowakei. Gegner wie Sparta Prag, Slavia Prag oder Viktoria Žižkov erwiesen sich jedoch als übermächtig: Der AFK Kolín belegte am Saisonende mit nur einem Sieg aus elf Spielen den letzten Rang. Die Rückkehr in die – allerdings auf 22 Mannschaften aufgeblähte – höchste Spielklasse gelang 1924. Die Meisterschaft wurde nie zu Ende gespielt, der sechste Platz des AFK geht dennoch in die Statistik ein.
Bei der Einführung des Professionalismus im Jahre 1925 verblieb der AFK Kolín im Amateurlager und fehlte in der Folge bei kaum einer Endrunde um die tschechoslowakische Amateurmeisterschaft. Bei der ersten Austragung 1927 scheiterten die Blau-Weißen mit 2:3 am DSV Brünn. Auch in der Saison 1927/28 kam das Aus bereits in der ersten Runde, der SK Kročehlavy hatte sich als zu stark erwiesen. In der Folgesaison triumphierte der AFK Kolín erstmals nach Erfolgen über ŠK Žilina (3:1 und 2:0), SK Sparta Košíře (1:1 und 2:1) sowie dem Endspielgegner DFC Prag (5:7 und 5:2). Ein Jahr später stand der AFK erneut im Finale, unterlag diesmal aber dem 1. ČsŠK Bratislava mit 2:2 und 2:4. In der Saison 1930/31 reichte ein dritter Platz in der 1. A třída nicht zur Teilnahme an der Endrunde. Schon 1932 gewann die Mannschaft erneut der Amateurtitel. In der ersten Runde gewann das Team mit 4:1 und 6:2 gegen den 1. ČsŠK Bratislava, im Halbfinale gegen den Karlsbader FK mit 5:2 und 1:2 und im Endspiel mit 5:3 und 2:2 gegen Sparta Košíře. Auch im Folgejahr stand die Mannschaft aus Kolín im Endspiel, diesmal allerdings behielt der DFC Prag mit 1:0 und 2:2 die Oberhand.
Dieses Ergebnis qualifizierte den AFK Kolín nach dem Zusammenschluss von Profis und Amateuren für die 1. Staatsliga. In der Saison 1934/35 rettete sich die Mannschaft am letzten Spieltag durch einen 2:1-Sieg über Sparta Prag, das so noch die sicher geglaubte Meisterschaft verlor. Im Spieljahr 1935/36 hatten die Blau-Weißen nicht mehr so viel Glück und stiegen als Tabellenvorletzter ab. Bis 1944 spielte der AFK Kolín in der Divize, der damals zweithöchsten Spielklasse.
Nach dem Zweiten Weltkrieg konnte der AFK Kolín nie mehr an seine früheren Erfolge anknüpfen. Unter dem Namen TJ Kolín war der Verein in den Jahren 1978/79 und 1979/80 – auch dank einer Reorganisation der Spielklassen – zweitklassig. Danach hielt sich der Verein lange Jahre in der dritten Liga, die er 1988 aber nicht mehr halten konnte. Im Sommer 1992 stieg die Mannschaft sogar aus der vierten Liga ab, in die sie nach zwei Jahren wieder zurückkehrte, allerdings nur für drei Jahre. In dieser Zeit lief Mogul Kolín, der heutige FK Kolín seinem Rivalen den Rang als beste Mannschaft der Stadt ab. Zur Saison 1999/2000 fusionierte der AFK Kolín mit dem FC Geosan Velim zum AFK Geosan Kolín-Velim. Diese Mannschaft gewann zwar den Středočeský přebor und war berechtigt zum Aufstieg in die vierte Liga, allerdings lösten die beiden Vereine die Fusion wieder auf. Während Velim in der vierten Liga weiterspielte, stellte der AFK Kolín keine Herrenmannschaft mehr auf. Seitdem nehmen nur noch Juniorenmannschaften des AFK Kolín am Ligabetrieb teil.

## Statistik
| Liga                | Platz     | Spiele | Siege | Remis | Niederlagen | Tore  | Punkte |
| Státní Liga 1934/35 | 10. Platz | 22     | 7     | 2     | 13          | 34:54 | 16     |
| Státní Liga 1935/36 | 13. Platz | 26     | 4     | 8     | 14          | 44:82 | 16     |

## Vereinsnamen
Der AFK Kolín ging 1902 aus den Vorgängervereinen AC Kolín und FC Kolín hervor. Nach der Machtübernahme der Kommunistischen Partei im Jahr 1948 wurde der Verein in kurzer Abfolge mehrmals umbenannt: 1948 in Sokol AFK Kolín, 1949 in Sokol Modrobílí Kolín, 1950 in ZSJ ČSD Kolín und 1953 in ČSD Lokomotiva Kolín. 1973 fusionierte der Klub mit Tatra Kolín zum TJ Kolín. Ab 1983 hieß der Verein TJ Agro Klín. Anfang der 1990er Jahre kehrte der Klub zur ursprünglichen Bezeichnung AFK zurück. 1999 fusionierte der AFK Kolín mit dem FC Geosan Velim, die Verbindung wurde aber nur ein Jahr später wieder getrennt.

## Bekannte ehemalige Spieler
- Ladislav Hlaváček, 15 Länderspiele zwischen 1948 und 1954, ließ seine Karriere Ende der 1950er Jahre bei TJ Kolín ausklingen
- Pavel Stratil, 22 Länderspiele zwischen 1970 und 1975, spielte von 1977 bis 1983 für den Klub